# محسن البصري
محسن البصري مخرج مغربي ولد سنة 1971 في مدينة مكناس بالمغرب. تابع دراسته الجامعية في الفيزياء بكلية العلوم بمدينة الرباط، انتقل بعد ذلك إلى سويسرا لدارسة الإعلام، ثم عمل مدرسا لمادة الرياضيات. بعد تجارب متعددة كمساعد مخرج، قام بإخراج فيلمين قصيرين، كما شارك في كتابة سيناريو الشريط الطويل عملية الدار البيضاء لمخرجه لوران نيكر. 

## أعماله
- 2011: المغضوب عليهم
- 2018: لعزيزة
- 2018: طفح الكيل

## وصلات خارجية
- محسن البصري على موقع أرشيف الشارخ.
- محسن البصري على موقع IMDb (الإنجليزية)
- محسن البصري على موقع ألو سيني (الفرنسية)
- محسن البصري على موقع قاعدة بيانات الفيلم (الإنجليزية)